# Don Alden Adams
Don Alden Adams (Oak Park, Illinois, 16 de enero de 1925-30 de diciembre de 2019) fue  presidente de la Watchtower Bible and Tract Society of Pennsylvania, el más importante de los instrumentos legales de los Testigos de Jehová. Los testigos de Jehová, actualmente dicen no tener ningún líder humano, sino que creen que Jesucristo, el Hijo de Dios, al que dicen que es su líder o caudillo. Después de los cambios del 7 de octubre de 2000, los representantes legales de la entidad religiosa son únicamente eso,  representantes de su organización ante la leyes de cada país, más no existe la figura de 'una sola persona' dirigiendo sus asuntos religiosos, económicos o legales, como fue antes de esa fecha.

## Biografía
Nacido el 16 de enero de 1925 en Oak Park, Illinois, Adams creció en el seno de una familia numerosa, que originalmente estaba vinculada a la Iglesia Episcopal. Su madre mostró interés por los Testigos de Jehová y poco a poco los niños también se interesaron. Su padre inicialmente no mostró interés, pero se involucró en un caso legal cuando uno de los hermanos pequeños de Don no fue eximido del servicio militar, y finalmente se hizo miembro.
Después de servir como predicador a tiempo completo, Adams fue invitado a finales de 1944 a servir en la sede mundial de los Testigos de Jehová en Brooklyn, Nueva York, donde fue secretario del presidente de la Sociedad, Nathan Homer Knorr. En la década de 1960, Adams fue nombrado directamente por el Cuerpo gobernante de los testigos de Jehová  como superintendente de zona, visitando varios países para auditar sucursales y reunirse con misioneros Testigos. Más tarde, Adams dirigió actividades misioneras mundiales, y sirvió en el ''Comité del Hogar Bethel''.
En el año 2000, el New York Daily News describió a Adams como «una persona con mucha experiencia... en la sede mundial de Brooklyn Heights». The Washington Post describió a Adams como «un veterano de 50 años en la organización», que se ha reafirmado en publicaciones posteriores. Adams también formó parte del Comité de Publicaciones.

## Presidencia de la Sociedad Watch Tower
Adams, un «ayudante» del Consejo de Administración, fue nombrado presidente de la Sociedad Watch Tower después de que el miembro del Cuerpo Gobernante Milton G. Henschel renunciara al cargo en 2000. En ese año, los miembros del Cuerpo Gobernante dimitieron de sus cargos ejecutivos de las corporaciones de los Testigos de Jehová, aunque el periódico Christianity Today' informó de que el Cuerpo Gobernante de los Testigos de Jehová continuaría con su función de «supervisión». En ese año, los miembros del Órgano de Gobierno dimitieron de sus cargos ejecutivos de las corporaciones de los Testigos de Jehová, aunque la publicación periódica Christianity Today' informó de que el Órgano de Gobierno de los Testigos de Jehová continuaría con su función de «supervisión».
La presidencia de Adams fue administrativa, y no se considera que haya tenido un impacto en el ministerio de la organización como lo han tenido los anteriores presidentes de la Sociedad Watch Tower. El hermano de Adams, Joel Adams, fue vicepresidente de la Congregación Cristiana de los Testigos de Jehová, Inc., una corporación relacionada.
En 2014, Adams fue sustituido como presidente de la Sociedad Watch Tower por Robert Ciranko. Adams murió en diciembre de 2019, a la edad de 94 años.